# Петдесет и втори конгрес на Македонската патриотична организация
Петдесет и първият конгрес на Македонските патриотични организации (МПО) се провежда през септември 1973 година в Чикаго, Илинойс, САЩ. Конгресът има отрицателно отношение към председателя на ЦК на МПО Петър Ацев, който дава твърде голяма гласност на скандала от предните два конгреса, свързани с изключването на МПО „Любен Димитров“ от организационния живот. Това противопоставя голяма част от членовете на МПО срещу него. За нов председател на ЦК на МПО е избран Аспарух Пописаков.